# 野性爆弾
野性爆弾（やせいばくだん）は、吉本興業（東京本社）所属のお笑いコンビ。NSC大阪校13期生。略称は、野爆（やばく）。「野生爆弾」は誤り。出囃子はニューロティカの「FUCKIN'XmAs 」。

## メンバー
- くっきー![1]（1976年3月12日（49歳） - ）主にボケ・ネタ作り担当、立ち位置は向かって左。
滋賀県守山市出身。身長180cm、体重99kg。血液型AB型[注 1]。当初の芸名及び本名、川島 邦裕（かわしま くにひろ）。
後に「くっきー」へ改名し、現在の芸名に再改名した。「くーちゃん」という愛称で呼ばれることもある。音楽・絵画・小道具制作を得意とし、いずれも独創的で常軌を逸した作品が多い。
- ロッシー（1975年4月6日（50歳） - ）主にツッコミ担当、立ち位置は向かって右。
滋賀県守山市出身。身長180cm、体重76kg。血液型O型。旧芸名及び本名、城野 克弥（しろの かつや）。
ツッコミ担当だが滑舌が悪く、天然ボケとも取れる常識外れな言動が多いため、ボケ・ツッコミが明確でなくなることもある。心優しい性格で、持ち前の天然も加わり奇人扱いされる事も多い。野性爆弾の本当にヤバい方とも称されている。

## 来歴
2人は幼稚園からの幼馴染であり、守山市立河西小学校・守山市立守山北中学校・滋賀県立守山北高等学校と学生時代を共に過ごす。高校時代はくっきー!とロッシーの他に同級生2人を加え、バンドやお笑い活動をしていた4人でNSCへ入る運びとなるも、1人は就職してもう1人も入学して1週間ほどで就職したため2人だけ残ったことで1994年4月1日にコンビ結成。
若手時代は心斎橋筋2丁目劇場を中心に活動しつつ、1998年頃から『家族そろってボキャブラ天国』（フジテレビ）に出演。同期の中でも誰よりも早くメディア露出が増え始める。2丁目劇場閉館後はbaseよしもとに所属し、当時の主力メンバーとともに『?マジっすか!』（毎日放送）や『吉本超合金』（テレビ大阪）に出演した。
2003年7月を以てbaseよしもとを卒業し、うめだ花月を中心に活動。base卒業後はメディアへの出演が減少し、それと同時に同期の次長課長、ブラックマヨネーズ、チュートリアルらがブレイクしたこともあり、くっきー!が芸人引退を考えた事もあった。この時期のテレビ出演は年1回の『オールザッツ漫才』（毎日放送）がメインであり、基本的にはうめだ花月を中心とした劇場ベースでの活動になる。
2006年から初の冠番組『野爆うめだFandango!』（ヨシモトファンダンゴTV）が放送開始。これがきっかけとなりお笑いファンや業界人の間で話題となり、注目を集め始める。
2006年12月1日より、大阪HEP HALLにて展覧会『野性爆弾EXHIBITION〜とりあえずこの犬についてきましょか〜』を開催。コントで使用する小道具をアート作品として展示する初の展覧会でシャンプーハット、なだぎ武、バッファロー吾郎、そしてヨーロッパ企画などのゲストを呼び、合同コントなどのイベントも行う『ヤバクテンLIVE』も同時開催。芸人だけでなく他ジャンルのクリエイターも登場する、内容の濃いイベントとなった。
2008年2月20日、『野爆テレビ』（ヨシモトファンダンゴTV）の集大成的DVD『野爆テレビDVDinDVD』を発売。そして同年、うめだ花月閉館や『野爆テレビ』終了をきっかけに東京進出。
2009年1月1日放送の『今年も生だよ芸人集合 笑いっぱなし伝説』（テレビ東京）では、小笠原まさやの占いによる『最も売れる吉本No.1芸人』にくっきー!が選ばれる。その翌月には『やりすぎコージー』（テレビ東京）のレギュラーも決まり、全国ネットの番組への出演機会も増やしていく。2012年から2015年まで『オールザッツ漫才』でネタ組の大トリも務めた。
2017年頃から『めちゃ×2イケてるッ!』、『ネタパレ』（共にフジテレビ）や『ダウンタウンのガキの使いやあらへんで!』（日本テレビ）などをきっかけにくっきー!がブレイク。2018年からはコンビでの露出も増えブレイクタレントランキングでは10位にランクインした。

### お笑い以外での活動
後藤輝基（フットボールアワー）、漫画家のカネシゲタカシとパンクバンド・盆地で一位を組んでおり、2008年2月20日にアルバム『一枚目』でメジャーデビュー。

## 芸風
勢いだけで乗り切るような、とても大胆なコントを行うため好みが分かれる。特徴として、
- くっきー!自作の小道具を多用する
- くっきー!が舞台袖にハケて声だけでコントを展開させる
- まず、ロッシーが状況を説明してコントを開始させる
- 敢えて1分間ほど沈黙
- スベった空気から逃げるようにしてコントを終了させるオチ

など。ネタの始めに、
ロッシー：「野性爆弾」
くっきー!：「爆弾コント」
ロッシー：「（コントタイトル）」
と言った後に、くっきー!が「これはええネタや」「これはめっちゃおもろいやつや」「むっちゃカッコええタイトルやないか」など短評をしつこく述べ、ロッシーが「もうええから!」などと軽くツッコむのがお決まりとなっている。
同期の井上聡（次長課長）からは、芸風やネタが結成当初から変わっていないと指摘されている。

## 評価
『アメトーーク!』（テレビ朝日）に数回ほど出演。発言やボケが空回りする事が多いため「東京にハマってない芸人」にも登場した。同企画の一般人アンケートでハマってない理由として「時代が追いついてない」と挙げられた。同番組の演出兼プロデューサーの加地倫三は、2人の実力や魅力は認めつつも「今のテレビ界にはハマる番組がない」、MCの雨上がり決死隊（当時）は「急に訳の分からないボケをしだすから、それを許してくれる司会者がいない」と評した。
千原ジュニア（千原兄弟）には「本当にただの野生の爆弾ですからね」とイジられるのがお約束となっており、東野幸治は「イギリスのアホ」と形容した。
実はロッシーの方が大喜利・発想力を高く評価される事もあり、度を越した天然っぷりなどから野性爆弾の本当にヤバい方はロッシーという説もある。

## エピソード
- バッファロー吾郎に可愛がられており、若手時代はバッファロー吾郎主催イベントにも頻繁に参加。
- 同期のシャンプーハットとは特に親交が厚く、プライベートではくっきー!とてつじ、ロッシーと恋さんがそれぞれ仲が良い。毎年開催されるシャンプーハットの単独ライブには欠かさずゲスト出演し、2人からのリクエストで同じネタを披露している。
- 青い上履きを新幹線に見立てるネタがあったが、『笑いの金メダル』（朝日放送）で同期の吉田敬（ブラックマヨネーズ）にパクられた。
- 某お嬢様大学の学園祭にて鍾乳石を男性の陰部に見立てたネタを披露したのが原因で、大学が吉本の芸人をオファーすることがなくなった。

## 出演
単独での出演歴についてはくっきー!#出演、ロッシー#出演を参照。

### テレビ
現在の出演
- 野性爆弾のヴィンテージ王国（フジテレビONE、2020年8月16日 - ）
- 音楽爆弾（2022年2月2日 - 、テレビ大阪）[4]

過去の出演
- 家族そろってボキャブラ天国→続!ボキャブラ天国→歌うボキャブラ天国（フジテレビ、1998年 - 1999年）
- 野爆うめだFandango!（ヨシモトファンダンゴTV、2006年 - 2007年）
- 野爆テレビ（ヨシモトファンダンゴTV、2007年 - 2008年）
- ブラマヨ・チュートのまる金TV（読売テレビ、2007年 - 2008年）
- マヨブラ流（読売テレビ、2008年 - 2009年）
- やりすぎコージー（テレビ東京、2009年4月 - 2011年9月）
- マヨブラジオ（読売テレビ、2009年4月 - 2011年12月）
- 関西バンザイTV まぶしいチカラ→千原ジュニアのまぶしいチカラ（毎日放送、2011年11月 - 2012年10月）
- おはスタ・ムッシータウン（テレビ東京[注 4]）
- ハッピーMusic（日本テレビ、2010年10月 - 2013年3月）
- 爆裂バラエティー シャバダバの空に（関西テレビ、2011年4月 - 2013年3月）
- E-Girlsが! モンクの叫び（TBS、2011年10月 - 2012年9月）
- カスタム野郎Cチーム（フジテレビONE、2017年7月 - 2018年2月）
- 王国シリーズ（フジテレビONE）
  - 実録!野性の爆走王国（2018年6月 - 11月）
  - 兵動・野爆のキャンピング王国（2019年3月 - 2020年4月）
    - 兵動・野爆の実話怪談王国（2020年3月27日）

冠特番
- チュー次課ブラ爆弾よしもとNEXT4（ABC朝日放送）

### 映画
- 岸和田少年愚連隊
- 日常（2006年）
- 日常〜恋の声〜（2007年）※川島のみ
- オレたちコンバインボーイズ（2008年）

### CM
- フロム・エー（リクルート）
- ハドソン「桃太郎電鉄DS TOKYO&JAPAN」（2007年）※ロッシーのみ
- バイク王 （2008年）
- ハドソン「桃太郎電鉄タッグマッチ 友情・努力・勝利の巻!」（2010年）※川島のみ
- エイチ・アイ・エス  「初夢フェア」 （2010年12月-）
- 任天堂「ラストストーリー」（2011年1月）
- ジョージア・エメラルドマウンテンブレンド「エメマンバトル」（2011年・松本率いる「スッキリ派」のメンバー）
- Indeed（2019年）

### Web
- モノボケBATTLE（2010年、エイチ・アイ・エス関西）
- 濡れまんじゅう（2011年 - 、GyaO!）
- 野性爆弾のザ・ワールド チャネリング（2017年 - 、Amazonプライム）
- ドラゴンクエストウォーク（2021年 - 、ドラゴンクエストのYouTube番組、ロッシーのみ）

### ラジオ
- またまたゴチャ・まぜっ!→ゴチャ・まぜっ!水曜日(MBSラジオ）

## 作品
DVD
- 野爆DVD in DVD（2008年2月20日）
  - 当時、出演していた「野爆テレビ」の世界観をそのまま収録した作品。

- 野性爆弾 20周年記念単独ライブDVD「野性爆弾 初! ネタのみGIG」（2015年11月11日）
  - 2015年8月22日のルミネtheよしもとでのライブを収録

## 単独ライブ
単独ライブ以外では、2008年よりルミネtheよしもとにて月1回、プライムタイムにソロイベントを開催している。
| 日程                   | タイトル                                                           | 会場                                |
| ---------------------- | ------------------------------------------------------------------ | ----------------------------------- |
| 2001年10月4日          | さよならロッシー 森のくーちゃん²                                   | baseよしもと                        |
| 2003年1月8日           | ロッシーNGK裏のくーちゃん仕事あるからくーちゃん仕事あるから        | baseよしもと                        |
| 2004年2月7日           | 「我、肉獣トナリテ貴様ヲ喰ラフ。」                                 | うめだ花月                          |
| 2004年5月29日          | 「右ムケ右夫トHOT夏子」                                            | うめだ花月                          |
| 2007年1月27日          | 「パジャマ出ネル夫のカカトでトーン」〜右夫と夏子の春、そして門出〜 | うめだ花月                          |
| 2007年4月18日          | 「朝起き先生の10分／100円」                                        | うめだ花月                          |
| 2007年10月12日         | 野爆DVDinDVD〜種なし父さん羽根羽根羽根〜                           | うめだ花月                          |
| 2008年3月14日          | 野性リンゴ爆弾                                                     | うめだ花月                          |
| 2015年8月22日・9月12日 | 野性爆弾20周年記念単独ライブ「野性爆弾 初！ネタのみGIG」           | ルミネtheよしもと、よしもと祇園花月 |

単独ライブ以外では2008年よりルミネtheよしもとにて月1回、プライムタイムの時間帯にソロイベントを開催している。